# Лобов Семен Семенович
Семен Семенович Лобов (1888, село Песьково Юхновського повіту Смоленської губернії, тепер Угранського району Смоленської області, Російська Федерація — розстріляний 30 жовтня 1937, місто Москва, тепер Російська Федерація) — радянський державний діяч, співробітник ЧК, народний комісар лісової промисловості СРСР, голова ВРНГ РРФСР, народний комісар харчової промисловості РРФСР. Член ВЦВК, член ЦВК СРСР у 1922—1937 роках. Кандидат у члени ЦК ВКП(б) у 1922—1923 роках. Член ЦК ВКП(б) у 1924—1937 роках. Кандидат у члени Організаційного бюро ЦК ВКП(б) з 17 лютого (16 квітня) 1927 по 26 червня 1930 року. Член Організаційного бюро ЦК ВКП(б) з 13 липня 1930 по 26 січня 1934 року.

## Життєпис
Народився в родині лісоруба. Закінчив початкову школу.
У 1902—1910 роках — робітник-землекоп, лісоруб, сплавник у селі Одинцово Звенигородського повіту Московської губернії, на станції Ховріно Миколаївської залізниці, на станції Апрелєвка Московсько-Київської залізниці. У 1910—1911 роках — робітник-землекоп на будівництві Амурської залізниці в Сибіру. З 1911 по вересень 1912 року — конюх, санітар психіатричної лікарні в місті Уфі.
У вересні 1912 — лютому 1918 року — робітник-вальцювальник міднопрокатного і трубного заводу «Розенкранц» в Санкт-Петербурзі (Петрограді). За революційну діяльність декілька разів був заарештований.
Член РСДРП(б) з серпня 1913 року.
У 1916 році прослухав загальноосвітні курси для робітників імені Латуніна в Петрограді.
У 1917 році — голова заводського комітету заводу «Розенкранц», співробітник Центрального бюро земляцтв у Петрограді, депутат Петроградської ради, член Петроградського і Виборзького комітетів РСДРП(б).
У жовтні 1917 року обирався делегатом ІІ з'їзду рад. Один із організаторів загонів Червоної гвардії в Петрограді.
У лютому — жовтні 1918 року — член президії Ради народного господарства Північної області в Петрограді.
З жовтня 1918 по березень 1919 року — заступник голови і член президії Петроградської губернської надзвичайної комісії (ЧК). Організатор «червоного терору» в Петрограді.
15 березня — 5 травня 1919 року — голова Петроградської губернської надзвичайної комісії (ЧК).
16 вересня 1919 — 27 квітня 1920 року — голова Саратовської губернської надзвичайної комісії (ЧК), член Саратовського губернського комітету РКП(б).
З травня 1920 року — уповноважений ВЧК при РНК РРФСР по Башкирії. 4 червня — 7 листопада 1920 року — голова Башкирської обласної надзвичайної комісії (ЧК). Одночасно з липня по 8 вересня 1920 року — народний комісар внутрішніх справ Башкирської АРСР.
З 1920 року — уповноважений ВЧК при РНК РРФСР на Північному Кавказі. У 1921 році — завідувач Східного відділу ВЧК при РНК РРФСР (до роботи не приступив).
У січні 1921 — серпні 1923 року — заступник начальника Північно-Західного обласного паливного управління «Петрооблпалив» ВРНГ РРФСР, начальник об'єднання петроградських підприємств із закупівлі донецького вугілля за пайовими частками «Петровугілля», член правління Миколаївської залізниці, керуючий Нафтосиндикату в Петрограді.
У серпні 1923 — січні 1926 року — голова Північно-Західного промислового бюро Вищої ради народного господарства (ВРНГ) СРСР у Ленінграді. Одночасно у 1924—1926 роках — член Президії ВРНГ СРСР, член Головного концесійного комітету СРСР. Обирався членом Північно-Західного бюро ЦК ВКП(б).
3 лютого 1926 — 9 липня 1930 року — голова Вищої ради народного господарства (ВРНГ) Російської РФСР та начальник Головного управління електропромисловості «Головенерго» ВРНГ РРФСР. Одночасно у 1926—1930 роках — заступник голови ВРНГ СРСР.
У грудні 1930 — 5 січня 1932 року — заступник народного комісара постачання СРСР.
5 січня 1932 — 1 жовтня 1936 року — народний комісар лісової промисловості СРСР.
19 жовтня 1936 — червень 1937 року — народний комісар легкої харчової Російської РФСР.
21 червня 1937 року заарештований органами НКВС. Засуджений Військовою колегією Верховного суду СРСР 29 жовтня 1937 року до розстрілу, розстріляний наступного дня. Похований на Донському цвинтарі Москви.
14 березня 1956 року реабілітований, 22 березня 1956 року посмертно відновлений в партії.

## Нагороди
- орден Леніна (17.01.1936)
- орден Червоного Прапора